# Un chat d'enfer
Un chat d'enfer (titre original : The Cat from Hell) est une nouvelle de Stephen King publiée pour la première fois en 1977 dans le magazine Cavalier, puis incluse dans le recueil de King Juste avant le crépuscule en novembre 2008. La nouvelle est parue en français pour la première fois en 1999 dans l'anthologie Contes du chat pervers sous le titre Le Chat venu de l'enfer puis en 2000 dans la revue Ténèbres sous le titre Le Chat de l'enfer.

## Résumé
Halston est un tueur à gages qui se voit offrir 12 000 $ pour tuer un chat par Drogan, un millionnaire septuagénaire. Ce dernier a fait fortune dans l'industrie pharmaceutique en brevetant un antalgique, plusieurs milliers de chats ayant été tués lors de la phase de tests. Drogan explique à Halston que le chat qu'il doit tuer est arrivé chez lui il y a quelques mois et qu'il est responsable de la mort de sa sœur, de la meilleure amie de celle-ci, et enfin du chauffeur de Drogan lors d'une première tentative pour éliminer le chat. Drogan pense que le chat a été envoyé pour le punir et qu'il est le prochain sur sa liste.
Halston accepte le contrat et emmène le chat dans sa voiture pour le tuer dans un endroit tranquille. Lors du trajet, le chat s'échappe du sac dans lequel il était enfermé et attaque Halston, qui a un accident de voiture. Temporairement paralysé, Halston est à nouveau attaqué par le chat, qui finit par étouffer le tueur à gages en s'enfonçant dans son gosier. Will Reuss, un autre conducteur, arrive sur les lieux de l'accident et voit le chat s'extraire du ventre de Halston. Le chat s'en va ensuite précipitamment, « comme s'il avait un travail à terminer » selon Reuss.

## Genèse
C'est l'éditeur du magazine masculin Cavalier qui a donné l'idée à Stephen King d'écrire une nouvelle en prenant comme base de départ la photographie d'un chat à la tête moitié blanche et moitié noire. Cavalier a publié les 500 premiers mots de cette nouvelle dans son numéro de mars 1977, proposant aux lecteurs un concours dans lequel ils devraient écrire son dénouement. La nouvelle du vainqueur a été publiée dans le numéro de mai et la version complète du récit de King dans celui de juin. La nouvelle a ensuite fait partie de plusieurs anthologies sous une forme révisée avant d'être finalement publiée en novembre 2008 dans le recueil Juste avant le crépuscule.

## Adaptations
Un chat d'enfer a été adapté au cinéma dans le cadre du film à sketches Darkside, les contes de la nuit noire (1990), réalisé par John Harrison, constituant l'une des trois histoires de ce film.